# Boekelheide-Reaktion
Die Boekelheide-Reaktion ist eine Namensreaktion der organischen Chemie. Es ist die zweistufige Umsetzung von 2-Methylpyridin-N-oxid zu  2-Hydroxymethylpyridin und analoger Umwandlungen.
Sie wurde nach dem US-amerikanischen Chemiker Virgil Boekelheide (1919–2003) benannt, welcher die Reaktion 1954  erstmals publizierte.

## Übersichtsreaktion
Bei der Reaktion wird  2-Methylpyridin-N-oxid 1 mit Trifluoressigsäureanhydrid behandelt, sodass es zur Umlagerung kommt und als Produkt nach der hydrolytischen Aufarbeitung letztendlich 2-Hydroxymethylpyridin 2 erhalten wird:

## Reaktionsmechanismus
Folgender Reaktionsmechanismus wird in der Literatur beschrieben:
Ein freies Elektronenpaar des negativ geladenen Sauerstoffatoms lagert sich an das Trifluoressigsäureanhydrid 3 an. Dadurch kommt es zur Elektronenumlagerung im Trifluoressigsäureanhydrid, sodass dieses gespalten wird. Die dabei entstehende Zwischenstufe 4 wird im nächsten Schritt deprotoniert und  Trifluoressigsäure abgespalten. Dabei entsteht die Zwischenstufe 5. Eine [3.3]-sigmatrope Umlagerung von 5 führt zum Trifluoracetylester 6. Die darauffolgende Hydrolyse führt zu einer weiteren Abspaltung eines Trifluoressigsäuremoleküls, als Produkt wird  2-Hydroxymethylpyridin 7 erhalten.

## Anwendungsbeispiele
Diese Reaktion zeigt auf, dass die Boekelheide-Reaktion nicht nur mit Trifluoressigsäureanhydrid funktioniert. Auch die Reaktion mit Essigsäureanhydrid ist möglich. Zudem kann die Reaktion auch schon eher gestoppt werden, sodass als Produkt ein Ester erhalten wird.
An dieser Reaktion ist zu erkennen, dass als Edukt nicht nur 2-Methylpyridin-N-oxid gewählt werden kann. Die Reaktion ist auch mit anderen Aminoxiden möglich.